# So Says I
So Says I är en musiksingel och låt av The Shins. Låten finns med på musikalbumet Chutes Too Narrow och släpptes som singel den 21 september 2003 på Sub Pop Records.

## Låtlista
1. "So Says I" - 2:47
2. "Mild Child" - 4:28
3. "Gone for Good (alternate version)" - 3:07